# Bob Chapek

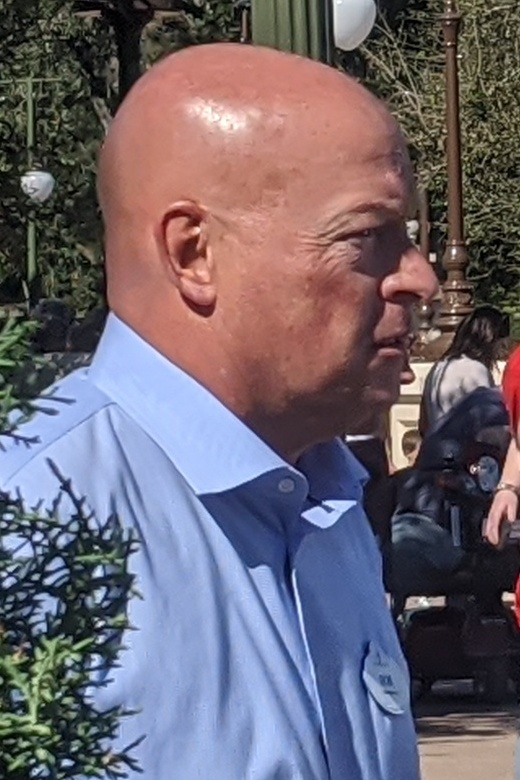
Robert Chapek

Robert „Bob“ Chapek (* 1960) ist ein US-amerikanischer Manager und ehemaliger Chief Executive Officer (CEO) der Walt Disney Company. Zuvor war er Vorsitzender von Disney Parks, Experiences and Products, einer Geschäftseinheit, die für die Unterhaltung der Freizeitparks von Disney zuständig ist.

## Laufbahn
Chapek machte 1977 seinen Abschluss an der Clark High School in Hammond (Indiana). Danach erwarb er seinen Bachelor in Mikrobiologie an der Indiana University Bloomington und seinen Master of Business Administration an der Michigan State University. Er war anschließend im Marketing für H. J. Heinz Company und J. Walter Thompson tätig, bevor er 1993 zur Walt Disney Company wechselte. Anfangs arbeitete er bei Buena Vista Home Entertainment und wurde Präsident der Einheit. Im Juli 2006 wurde er bis November 2009 zum Präsidenten der weltweiten Homevideo-Abteilung befördert und war dann zwei Jahre lang Präsident des Vertriebs der Walt Disney Studios. Chapek wurde im September 2011 zum Präsidenten von Disney Consumer Products ernannt. Am 23. Februar 2015 wurde Chapek zum Chairman von Walt Disney Parks and Resort ernannt. 2018 wurde aus dieser Geschäftseinheit infolge einer internen Fusion Disney Parks, Experiences and Products.
Von Februar 2020 bis November 2022 war Chapek zum Chief Executive Officer von The Walt Disney Company und löste damit Bob Iger ab, welcher ihn wiederum 2022 ablöste.

## Persönliches
Chapek ist verheiratet und Vater von drei Kindern.